# Солок (округ)
Солок (індонез. Solok) — округ в індонезійській провінції Західна Суматра.

## Географія
На півдні Солок межує з округами Південний Песісір і Південний Солок, на сході — з округами Дхармасрая і Сіджунджунг, на північному сході — з територією муніципалітету Савахлунто, на півночі — з округом Танах-Датар, на північному заході — з округом Паданг-Паріаман, на заході — з територіями муніципалітетів Паданг і Солок.

## Населення
Відповідно до даних перепису 2010 року на території округу проживали 348 566 осіб.